# Noria (atracción)

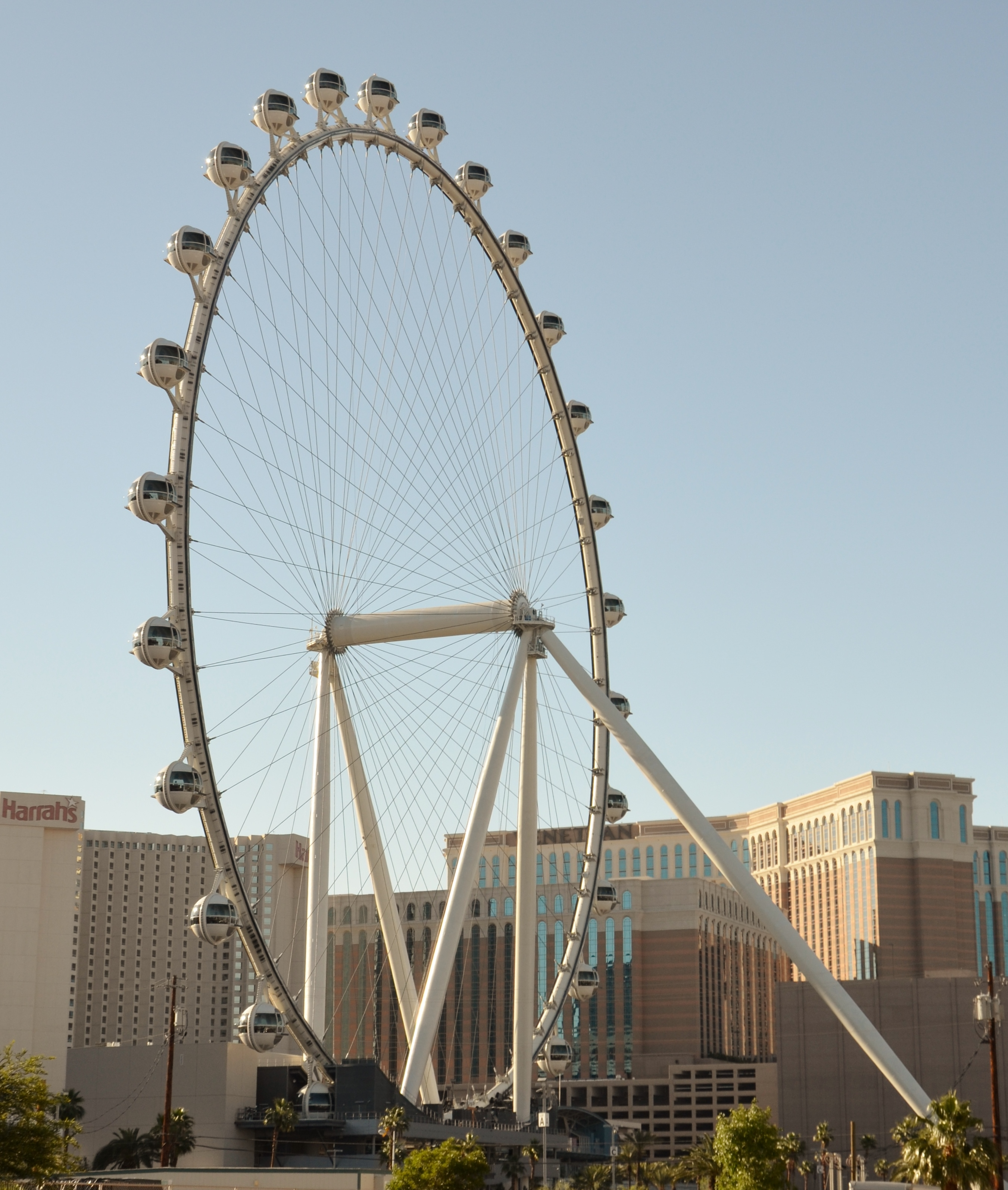
La High Roller en Las Vegas, Nevada, la rueda de la fortuna operacional más alta del mundo entre 2014 y 2021.

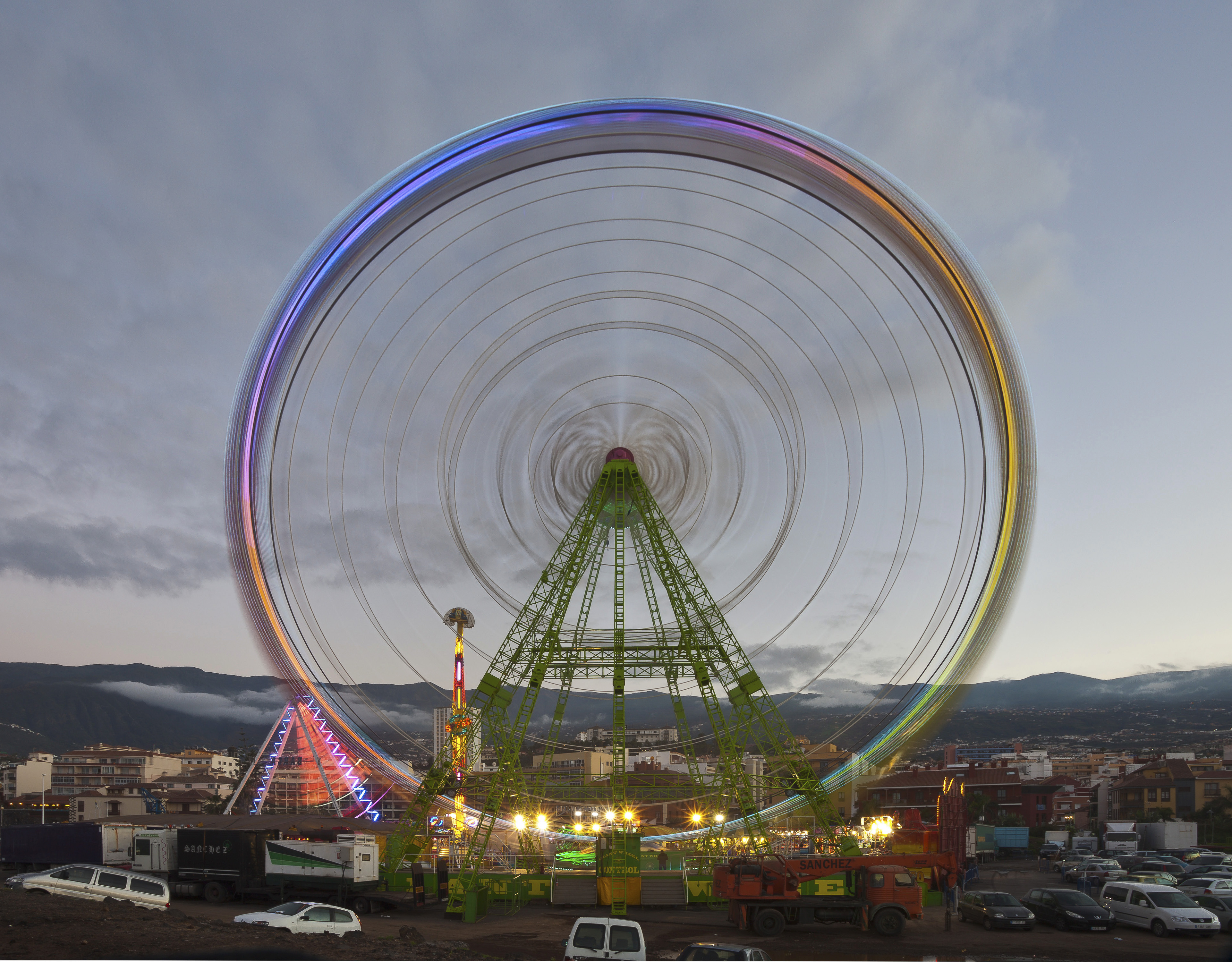
Noria girando en Puerto de la Cruz, Tenerife (España).

Una noria, noria de feria, rueda de Chicago, rueda de la fortuna, rueda Ferris, rueda gigante, rueda moscovita, viaje a la luna, vuelta al mundo o estrella, es una atracción de feria o parque de atracciones consistente en una rueda en posición vertical con góndolas, cabinas o simples asientos unidos al borde, que funciona girando (mediante un mecanismo o motor) alrededor de un eje horizontal perpendicular al plano de la rueda. Suelen usarse para ver el paisaje de alrededor.

## La primera rueda Ferris y otras norias célebres
La primera rueda Ferris fue construida para la Exposición Mundial Colombina de Chicago en 1893, proyectada por el ingeniero George Washington Ferris. Tenía una altura de 75 metros, menos de una tercera parte que la mayor noria de la actualidad, la Ain Dubai de 250 metros. 
Otra rueda histórica es la noria de Viena del Parque de Atracciones del Prater, en Viena, construida en 1897, que luego fue protagonista de una de las escenas de la película El tercer hombre, de Carol Reed.
Otras norias de finales de Siglo XX o del Siglo XXI que son mundialmente conocidas son la London Eye (135 metros (443 pies)), en Londres, que apareció en una de las películas de la saga de James Bond; la Cosmo Clock 21 de Yokohama en Japón; la Estrella de Puebla y Aztlán 360 en México; o La Perla de Guayaquil en Ecuador.

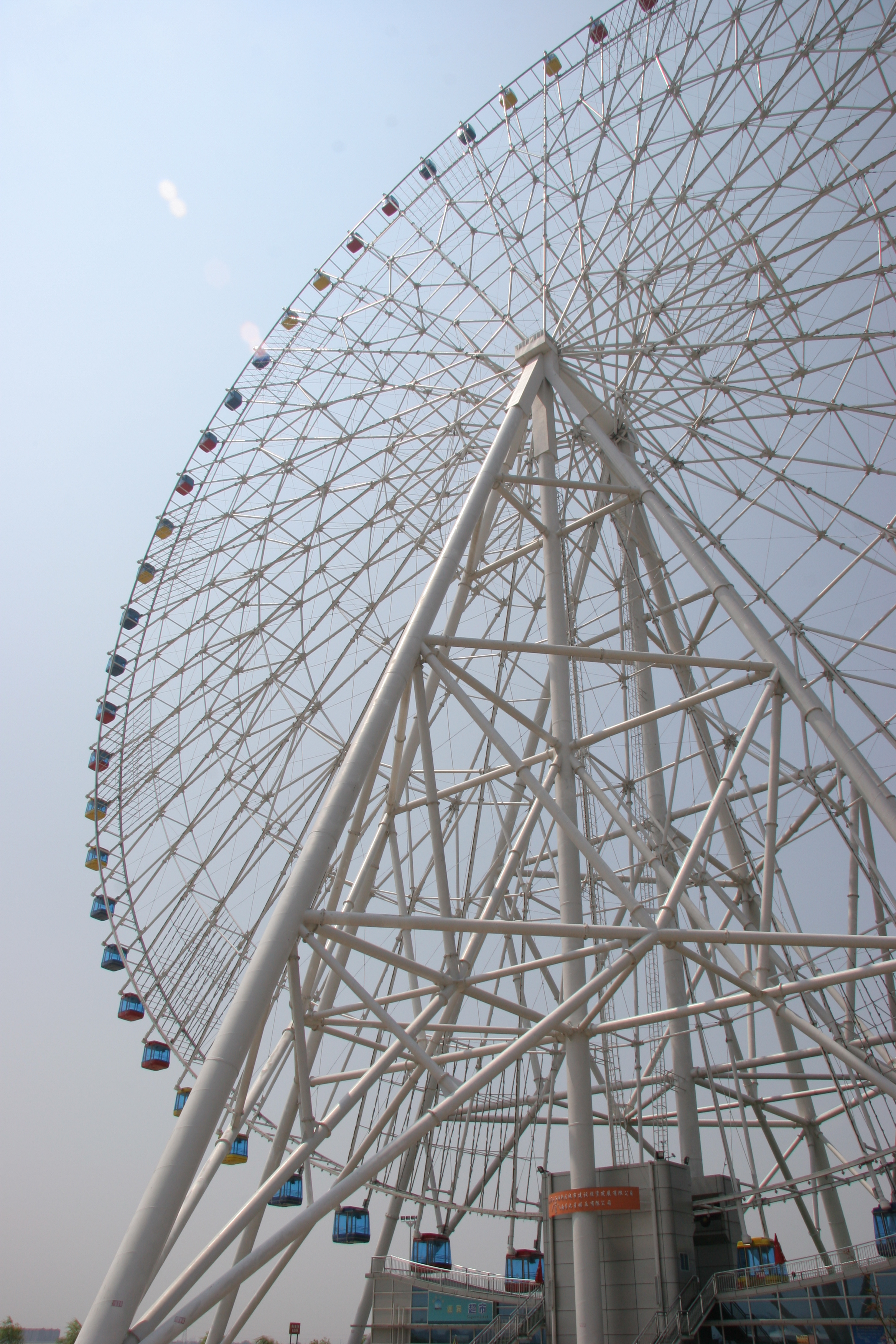
La Estrella de Nanchang, de 160 metros de altura, fue la rueda de la fortuna más alta del mundo desde su inauguración en 2006 hasta que fue superada por la Singapore Flyer en 2008 y posteriormente por la High Roller de Las Vegas en marzo de 2014.

## Terminología y diseño
El término inglés «rueda de Ferris» proviene del creador de uno de los primeros ejemplos construidos para la Exposición Mundial Colombina de Chicago por George Washington Gale Ferris, Jr. en 1893. Sin embargo, es comúnmente denominado en español con distintos términos, ya sea «rueda de la fortuna» en México y Nicaragua, «rueda de Chicago» en Honduras, Nicaragua, Costa Rica, Panamá, Colombia, Perú, Paraguay, Guatemala, El Salvador, Bolivia y Chile,  «vuelta al mundo» en Argentina, «estrella» en Cuba, o el término de origen árabe «noria» en España.
Las versiones modernas se han llamado «ruedas de observación». En 1892, cuando se presentaron los documentos de incorporación de la Ferris Wheel Company (constructores de la rueda de la fortuna original de Chicago de 1893), el propósito de la empresa se estableció como: [construcción y operación de] "... ruedas de Ferris u otros tipos con fines de observación o diversión".
La variación del diseño incluye un soporte simple (en voladizo) o de dos lados para la rueda y si los carros o cápsulas están orientados en posición vertical por gravedad o por motores eléctricos. El diseño más común es el uso de soporte de dos lados y cápsulas orientadas por gravedad.

## Historia temprana
| |  |
| Ruedas de placer tempranas representadas en grabados del siglo XVII, a la izquierda por Adam Olearius, a la derecha un diseño turco, aparentemente para adultos. |  |

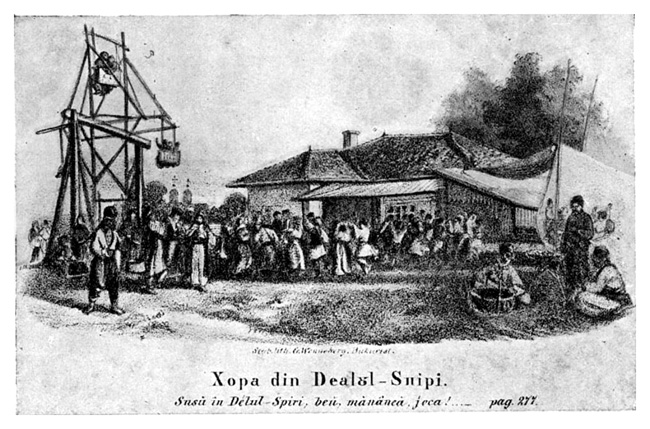
Bailando la hora en Dealul Spirii (colina de Spirii), Bucarest, Rumania (litografía de 1857)

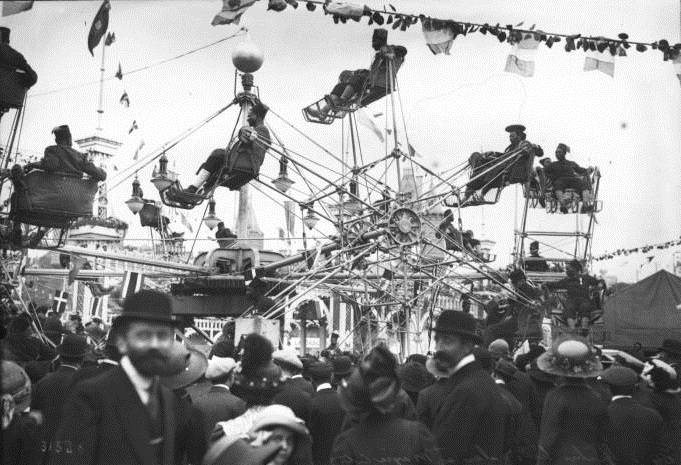
Ciudad-Mágica, París, Francia, 1913

Las «ruedas de placer», cuyos pasajeros viajaban en sillas suspendidas de grandes aros de madera girados por hombres fuertes, pueden tener su origen en la Bulgaria del siglo XVII.
Los viajes de Peter Mundy en Europa y Asia, 1608-1667 describe e ilustra varios tipos de columpios utilizados para la diversión de la gente durante las fiestas del 17 de mayo de 1620 en Philippopolis, durante la ocupación otomana (actual Plovdiv, Bulgaria). Según su descripción, entre los medios «menos peligrosos y problemáticos» se encontraba una rueda de grúa que giraba y en la que los niños se sentaban en pequeños asientos dando vueltas en varias partes de la misma, girando hacia arriba y hacia abajo, y que los niños estaban en algún momento en la parte superior de la rueda, y otros en la parte inferior, pero siempre se sentaban erguidos.
Cinco años antes, en 1615, Pietro Della Valle, un viajero romano que envió cartas desde Constantinopla, Persia e India, asistió a un festival en Constantinopla. Describe fuegos artificiales, carrozas y grandes columpios, luego comenta sobre montar la Gran Rueda:

Me encantó verme empujado hacia arriba y hacia abajo a tal velocidad. Pero la rueda giró tan rápidamente que un griego que estaba sentado cerca de mí no pudo soportarlo más y gritó «¡soni! Soni!» (¡suficiente, suficiente!)

Ruedas similares también aparecieron en Inglaterra en el siglo XVII y, posteriormente, en otras partes del mundo, incluidas India, Rumania y Siberia.
Un francés, Antonio Manguino, introdujo la idea en Estados Unidos en 1848, cuando construyó una rueda de placer de madera para atraer visitantes a su feria de empresas emergentes en Walton Spring, Georgia.

## Las ruedas más altas del mundo

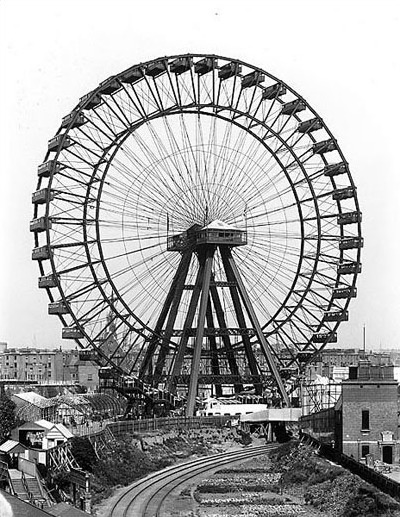
La Gran Rueda de 94 m en Earls Court, Londres, la rueda de la fortuna más alta del mundo entre 1895-1900.

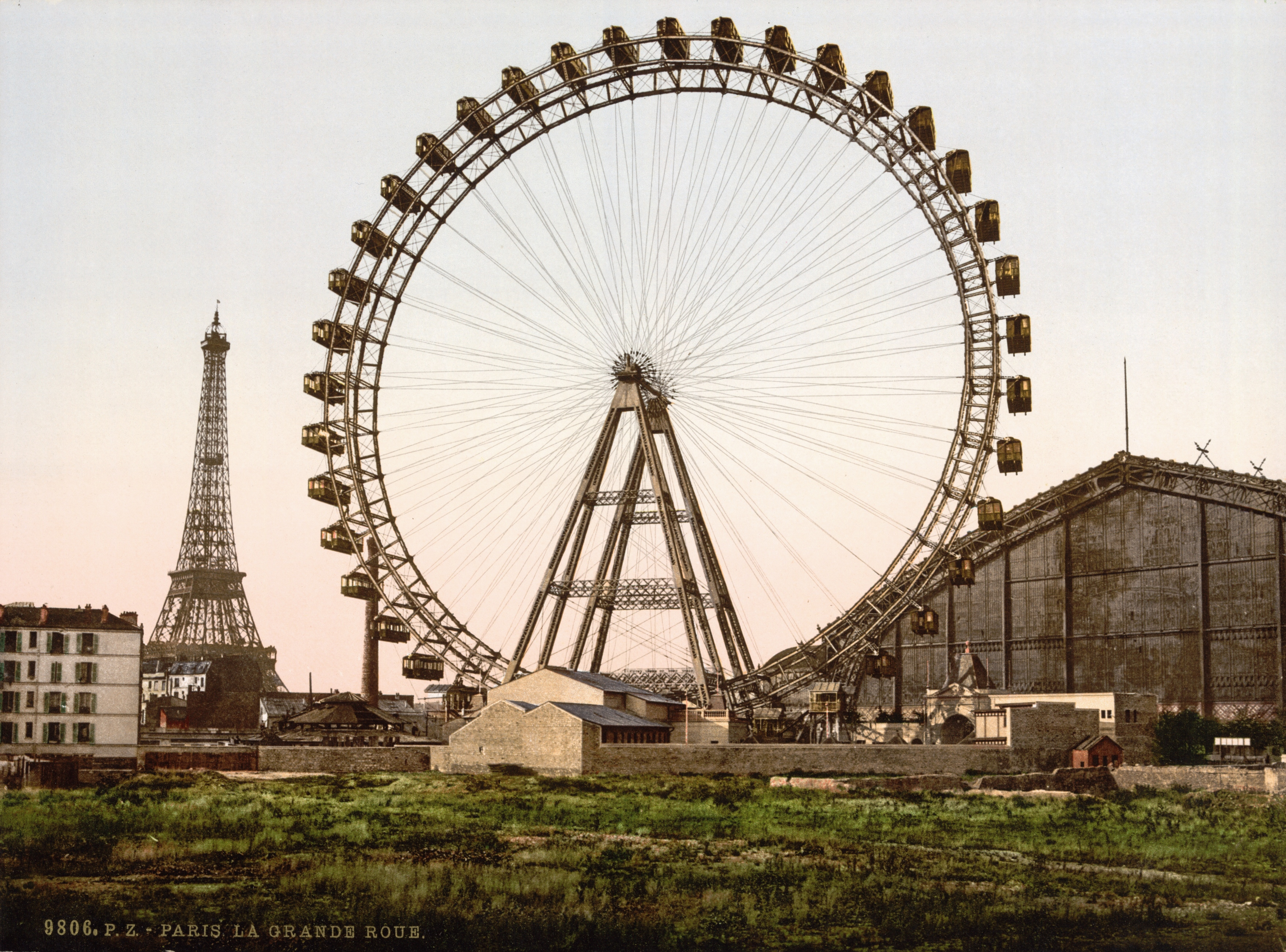
La Gran rueda de París de 100 m, la rueda de la fortuna más alta del mundo entre 1900-1920.

Cronología de las ruedas más altas del mundo
- 1893: la rueda de Ferris original tenía 80,4 metros (264 pies) de alto. Construida para la Exposición Mundial Colombina en Chicago, Illinois, se trasladó a San Luis (Misuri), en 1904 para la Exposición de la compra de Luisiana, y se demolió allí en 1906.
- 2021: la de Ain Dubai en Dubái, Emiratos Árabes Unidos, tiene 250 metros (820 pies) de alto. Abrió el 21 de octubre de 2021.

## Ruedas de la fortuna en América Latina
En agosto de 2016 se inaugura, en Guayaquil, Ecuador, La Perla de 57 metros de altura.
En México, se inaugura el 22 de julio de 2013 en el Parque Lineal de la ciudad de Puebla, la Estrella de Puebla con 80 metros de altura y 54 góndolas. El 5 de septiembre de 2023 enciende sus luces Aztlán 360 en Aztlán Parque Urbano de la Ciudad de México; se inaugura junto con el parque el 20 de marzo de 2024 y cuenta con 85 metros de altura y 40 cabinas.
En Venezuela, en el parque temático Diverland ubicado en la Isla de Margarita, se encuentra ubicada la rueda de la fortuna más grande del país.

### Ruedas futuras
Tras la repercusión de la apertura en 2000 de la noria del London Eye, se han propuesto ruedas gigantes para muchas otras ciudades. Sin embargo, una gran cantidad de estos proyectos se han estancado o han fracasado.
En el año 2018, en Buenos Aires, Argentina, se dio a conocer que la Corporación Puerto Madero cedió tierras en el dique 1 de Puerto Madero siendo este el lugar donde se situaría la «Rueda de Buenos Aires», la primera rueda de la fortuna fuera de un parque de atracciones en ese país, planeada para empezar a construirse en el año 2019. Pesaría casi 500 toneladas y mediría aproximadamente 88 metros, con 42 cabinas cerradas aptas para ocho personas cada una. Sin embargo, ese proyecto se estancó y al 2025 aún no se construía.
En enero de 2019, el alcalde de la ciudad de  Barranquilla en Colombia, anunció la instauración de una rueda de la fortuna en el Malecón al costado de la ribera del Río Magdalena, lugar de atracción de la ciudad costera. Al 2025 aún no se había construido tras algunas polémicas.